# Lipowiec Kościelny
Lipowiec Kościelny – wieś sołecka w Polsce położona w województwie mazowieckim, w powiecie mławskim, w gminie Lipowiec Kościelny.
| SIMC    | Nazwa             | Rodzaj    |
| ------- | ----------------- | --------- |
| 0118397 | Lipowiec Podborny | część wsi |

Miejscowość jest siedzibą gminy Lipowiec Kościelny oraz rzymskokatolickiej parafii św. Mikołaja. 
W latach 1954–1972 wieś należała i była siedzibą władz gromady Lipowiec Kościelny. W latach 1975–1998 miejscowość administracyjnie należała do województwa ciechanowskiego.
Według danych z roku 2002 gmina Lipowiec Kościelny ma obszar 114,21 km², w tym:
- użytki rolne: 64%
- użytki leśne: 29%

Gmina stanowi 9,75% powierzchni powiatu.
Lipowiec Kościelny znajduje się przy drodze wojewódzkiej nr 563 z Rypina przez Żuromin do Mławy.

## Historia
Na podstawie nielicznych wzmianek można wnioskować, iż Lipowiec Kościelny powstał na przełomie XIV i XV wieku. Po raz pierwszy wzmiankowany jest w dokumentach z 1413 i 1435 roku. W XVI wieku należał do Ciołków. W wieku XVIII wieś posiedli Mostowscy, na początku XIX w. Krasińscy a później Podczascy.
Na cmentarzu w Lipowcu Kościelnym pochowanych jest siedemnastu powstańców styczniowych, którzy w 1864 r. polegli we wsi Kęczewo.
Dawniej wydzielało się trzy części wsi: Lipowiec Kościelny, Lipowiec Podborny i Lipowiec Parcele.
Parafia Lipowiec Kościelny powstała w XIII-XIV w. Pierwsza wzmianka źródłowa o jej istnieniu pochodzi z 1449 r. W 1598 r. istniał drewniany kościół, który posiadał murowaną zakrystię. Obecna świątynia została wybudowana w 1805 r., staraniem ks. A. Folksdorfa. Konsekrował ją bp Onufry Szembek. W latach 1899–1901 przeprowadzono gruntowny remont kościoła. Wówczas świątynię wyposażono w organy, ławki, chrzcielnicę i konfesjonały. Kolejne remonty miały miejsce w latach 1949 i 1954. 
Ostatni gruntowny remont przeprowadzono w latach 90. XX w. Spośród zabytków sztuki sakralnej na uwagę zasługują: obraz Matki Bożej z XVIII w., naczynie do udzielania Komunii św. z 1772 r., kielichy z 1888 i 1900 r., ambona, monstrancja, chrzcielnica.

## Zabytki
- Późnobarokowy kościół parafialny pw. Św. Mikołaja z 1711 r. (przebudowany w XIX w.); w kościele wmurowana jest tablica erekcyjna z 1532 roku pochodząca z poprzedniego kościoła
- Park podworski z XIX wieku